# أبيل 39
أبل 39 في علم الفلك
Abell 39 هو سديم كوكبي ضعيف السطوع
 يرى في اتجاه كوكبة الجاثي. ويقدر بعده عن الأرض بنحو 6800 سنة ضوئية، مكما يبعد في نفس الوقت عن مستوي مجرة درب التبانة بنحو 4600 سنة ضوئية.
وهو سديم كروي يظهر لنا كدائرة كاملة.
تعود تسميته هذه إلى تسجيله في كتالوج أبل الذي يسجل السدم الكوكبية منذ عام 1966 وقام بوضعه العالم الفلكي «جورج أبل» أو «جورج أبيل».

## النجم المركزي
يتوسط السديم أبيل 39 نجم يبعد نحو دقيقتين قوسيتين (نحو 0,1 سنة ضوئية)من مركز السديم غربا
. ويبدو من ذلك أنه لا يوجد تآثر بين النجم الوسطي والوسط بين نجمي، وانما يعتبر هذا الا نحراف سببه توزيع للمادة المطرودة من النجم غير تناظري. تشير المشاهدات إلى أن كتلة النجم المركزي تبلغ 0,6 M☉ ، بينما كتلة المادة المطرودة حول النجم تبلغ أيضا نحو 0,6 M☉ .

## اقرأ أيضا
- أيبل 520
- أيبل 2218
- كتالوج أبل